# Szinva Csoport
A Szinva Csoport Magyarország legmélyebb barlangjának feltárására 2010-ben alakult kollektíva. A bükk-vidéki Szinva-forrás vízgyűjtő területén tevékenykedik, elsősorban a Bányász-barlangban. Az önmagát így nevező társaság több barlangkutató egyesület legtapasztaltabb tagjaiból verbuválódott, ugyanis a kitűzött cél jelentősen meghaladta egy-egy egyesület önállóan rendelkezésre álló erőforrásait.
Elsődleges kutatási területük, a Bányász-barlang bejárata és a Szinva-forrás fakadása között közel 400 méteres szintkülönbség mérhető. Ez az érték messze meghaladja a ma legmélyebb István-lápai-barlang 254 méteres mélységét. Ez a barlang egyébként szintén a közelben található, a lillafüredi Soltészkerti-forrás vízrendszeréhez tartozik.

## Eredményeik
2014 januárjában kicsivel több, mint három év feltáró munka után a Bányász-barlangban elérték a 250 méteres mélységet.

## Csoportok
- Alsódobszai Hernádmenti Természetvédelmi Kulturális és Sport Egyesület[halott link]
- Barit Barlangkutató Csoport
- Marcel Loubens Barlangkutató Egyesület
- Ódorvári Barlangkutató és Természetvédelmi Egyesület Archiválva 2016. március 6-i dátummal a Wayback Machine-ben